# Хуан Хосе Омелья Омелья
Хуан Хосе Омелья-і-Омелья (ісп. Juan José Omella y Omella; нар. 21 квітня 1946, Кретас, Іспанія) — іспанський кардинал. Титулярний єпископ Сасабе і допоміжний єпископ Сарагоси з 15 липня 1996 по 29 жовтня 1999 року. Єпископ Барбастро-Монсона з 29 жовтня 1999 по 8 квітня 2004 року. Архієпископ Калаорра-Ла Кальсада-і-Логроньо з 8 квітня 2004 по 6 листопада 2015. Архієпископ Барселони з 6 листопада 2015. Кардинал-священик з титулярною церквою Санта-Кроче-ін-Джерусалемме з 28 червня 2017.